# Station Reuver
Station Reuver is het spoorwegstation van Reuver. Het stationsgebouw stamt uit 1863 en behoort tot het type SS 5e klasse. Het gebouw is in de loop der jaren diverse keren gerestaureerd en verbouwd.
Op het station is een Arriva-kaartautomaat en Arriva-infozuil aanwezig, een fietsenstalling en een verhuurpunt voor OV fietsen. 
De Wizzl-winkel die zich sinds 1995 in het gebouw had gevestigd, is in 2004 gesloten. Voorheen werden bij de Bruna-winkel ook kaartjes verkocht, maar deze service werd in december 2006 opgeheven.
Eind 2006 verkocht NS het gebouw aan zakenman Joan Westendorff. Begin 2008 werd gestart met een ingrijpende restauratie en verbouwing, waarbij onder andere aan de zuidzijde een glazen trappenhuis werd toegevoegd. Oude details werden behouden of weer hersteld. In het gerenoveerde gebouw werden een brasserie en een vergaderruimte ingericht met de toepasselijke naam De Vertraging.
De brasserie heeft inmiddels haar deuren gesloten en het pand is momenteel in gebruik als kantoor. 

## Treinverbindingen
De volgende treinserie halteert in de dienstregeling 2025 te Reuver:
| Serie       | Treinsoort         | Route                                         | Bijzonderheden |
| ----------- | ------------------ | --------------------------------------------- | -------------- |
| 32200 RS 11 | Stoptrein (Arriva) | Nijmegen – Venray – Venlo – Reuver – Roermond |                |

In de late avond rijden de laatste drie treinen richting Nijmegen niet verder dan Venlo.

## Voor- en natransport
Station Reuver beschikt verder over fietskluizen en een onbewaakte fietsenstalling, parkeerplaatsen voor auto’s en een taxistandplaats.

### Bussen
Ook beschikt station Reuver over bushaltes, waar de volgende lijn stopt: 
- Lijn 66: Venlo - Tegelen - Belfeld - Reuver - Beesel - Swalmen - Roermond

## Afbeeldingen

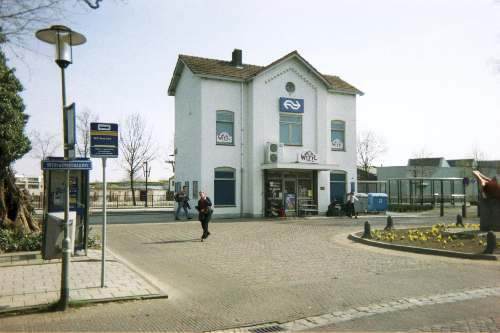
Station Reuver anno 2002
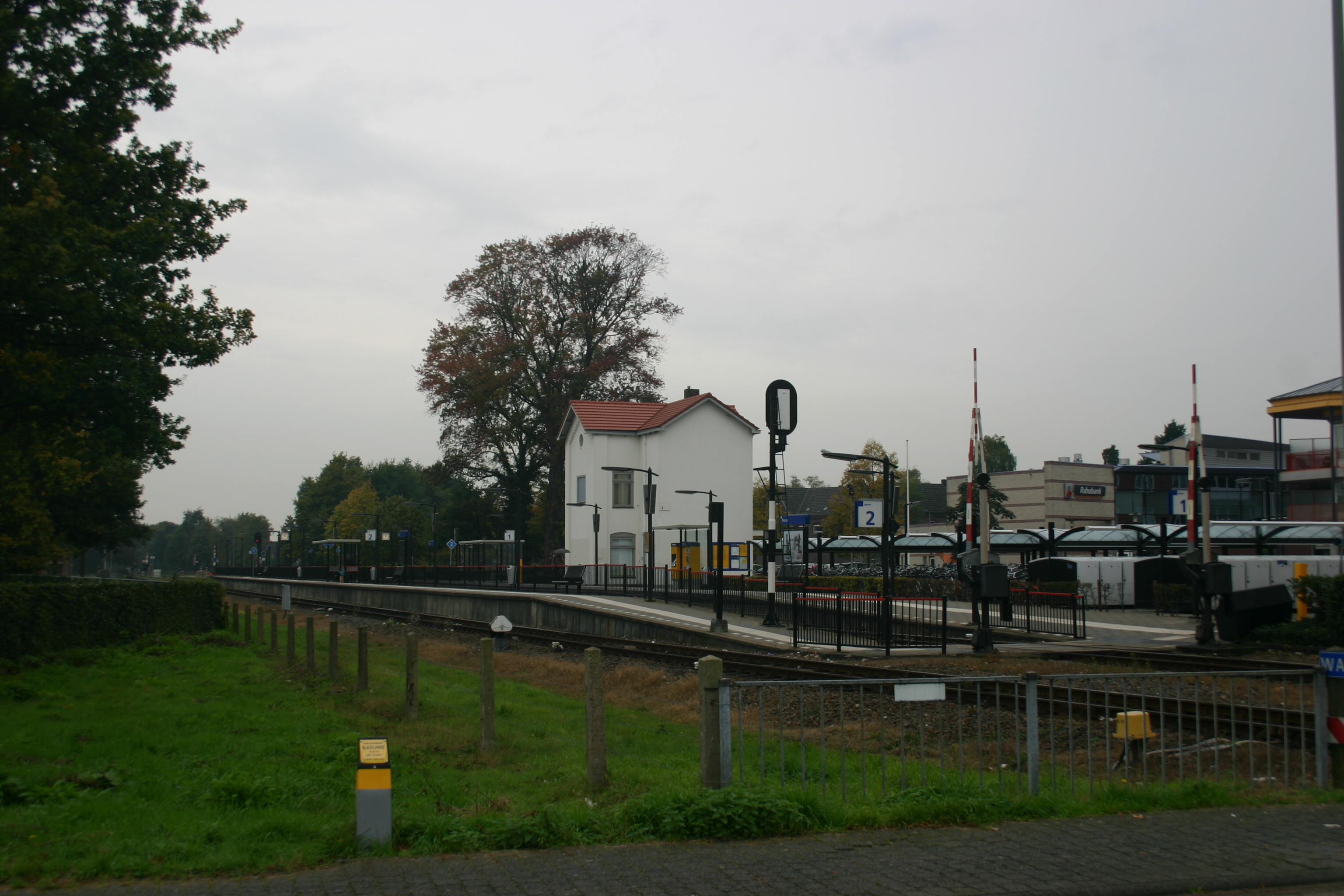
Perron en stationsgebouw in 2007
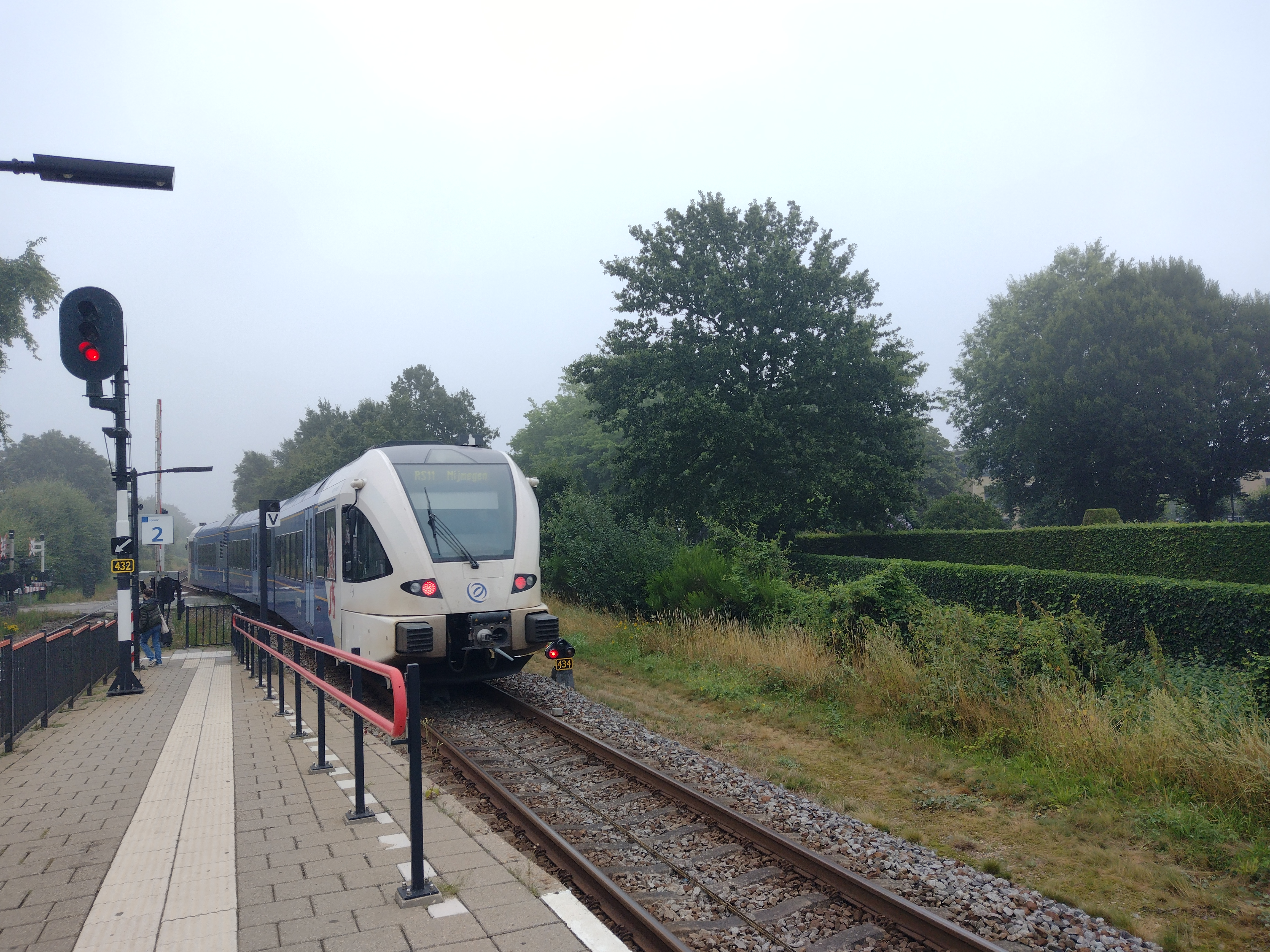
Arriva GTW vertrekt van het station
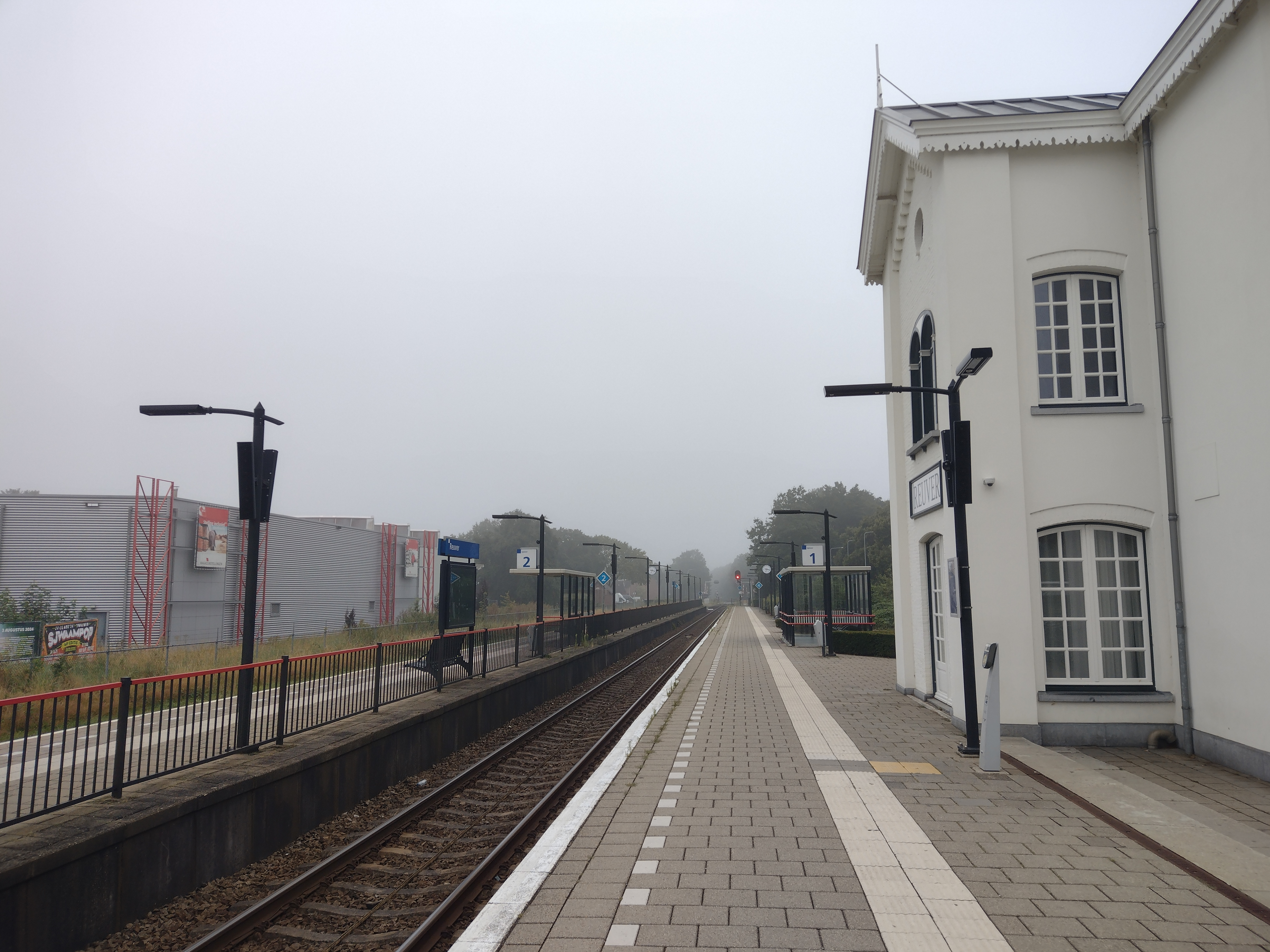
De perrons
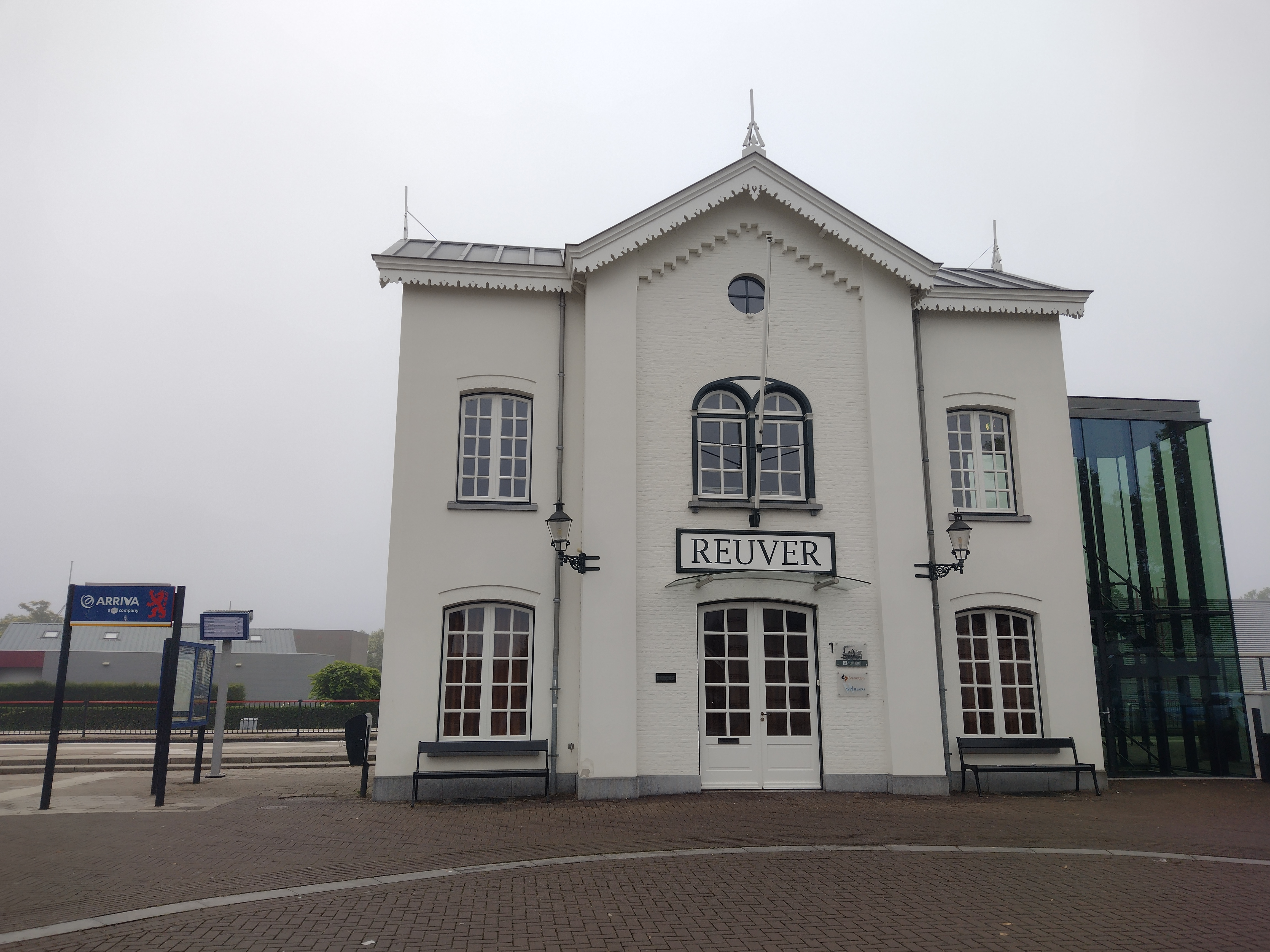
Stationsgebouw in 2024

Beek-Elsloo ·
Blerick · 
Bunde · 
Chevremont · 
Echt ·
Eijsden ·
Eygelshoven ·
-Markt · 
Geleen:
-Lutterade · 
-Oost · 
Heerlen ·
-Woonboulevard ·
Hoensbroek · 
Horst-Sevenum · 
Houthem-Sint Gerlach · 
Kerkrade Centrum ·
Klimmen-Ransdaal · 
Landgraaf · 
Maastricht ·
-Noord · 
-Randwyck · 
Meerssen ·
Mook-Molenhoek ·
Nuth · 
Reuver · 
Roermond ·
Schin op Geul · 
Schinnen · 
Sittard · 
Spaubeek · 
Susteren · 
Swalmen · 
Tegelen · 
Valkenburg · 
Venlo · 
Venray ·
Voerendaal · 
Weert
Voormalige stations: zie de lijst van voormalige spoorwegstations in Limburg (Nederland)